# Santiago Juxtlahuaca
Santiago Juxtlahuaca är en ort i Mexiko.   Den ligger i kommunen Santiago Juxtlahuaca och delstaten Oaxaca, i den sydöstra delen av landet, 260 km sydost om huvudstaden Mexico City. Santiago Juxtlahuaca ligger 1 693 meter över havet och antalet invånare är 8 309.
Terrängen runt Santiago Juxtlahuaca är huvudsakligen lite bergig. Santiago Juxtlahuaca ligger nere i en dal. Runt Santiago Juxtlahuaca är det ganska glesbefolkat, med 43 invånare per kvadratkilometer. Santiago Juxtlahuaca är det största samhället i trakten. I omgivningarna runt Santiago Juxtlahuaca växer huvudsakligen savannskog.